# Перстач горбкуватий
Перстач горбкуватий (лат. Potentilla collina) — вид квіткових рослин роду перстач родини розові (Rosaceae).

## Ботанічний опис
Багаторічна рослина до 30 см заввишки.
Прикореневі листки довгасті або оберненояйцеподібні, пальчасті, з 2–3 зубцями на кожному боці, запушені.
Квітки з невеликими жовтими пелюстками.

## Поширення
Зустрічається у Прикарпатті та у лісостепу. Росте на луках, піщаних та глинистих схилах, узліссях соснових лісів.